# Ainsliaea ovata
Ainsliaea ovata là một loài thực vật có hoa trong họ Cúc. Loài này được Koidzumi mô tả khoa học đầu tiên năm 1914.